# Charolles
Charolles ist eine französische Gemeinde mit 2.789 Einwohnern (Stand 1. Januar 2022) im Département Saône-et-Loire in der Region Bourgogne-Franche-Comté. Sie ist Verwaltungssitz des Arrondissements Charolles und des Kantons Charolles.

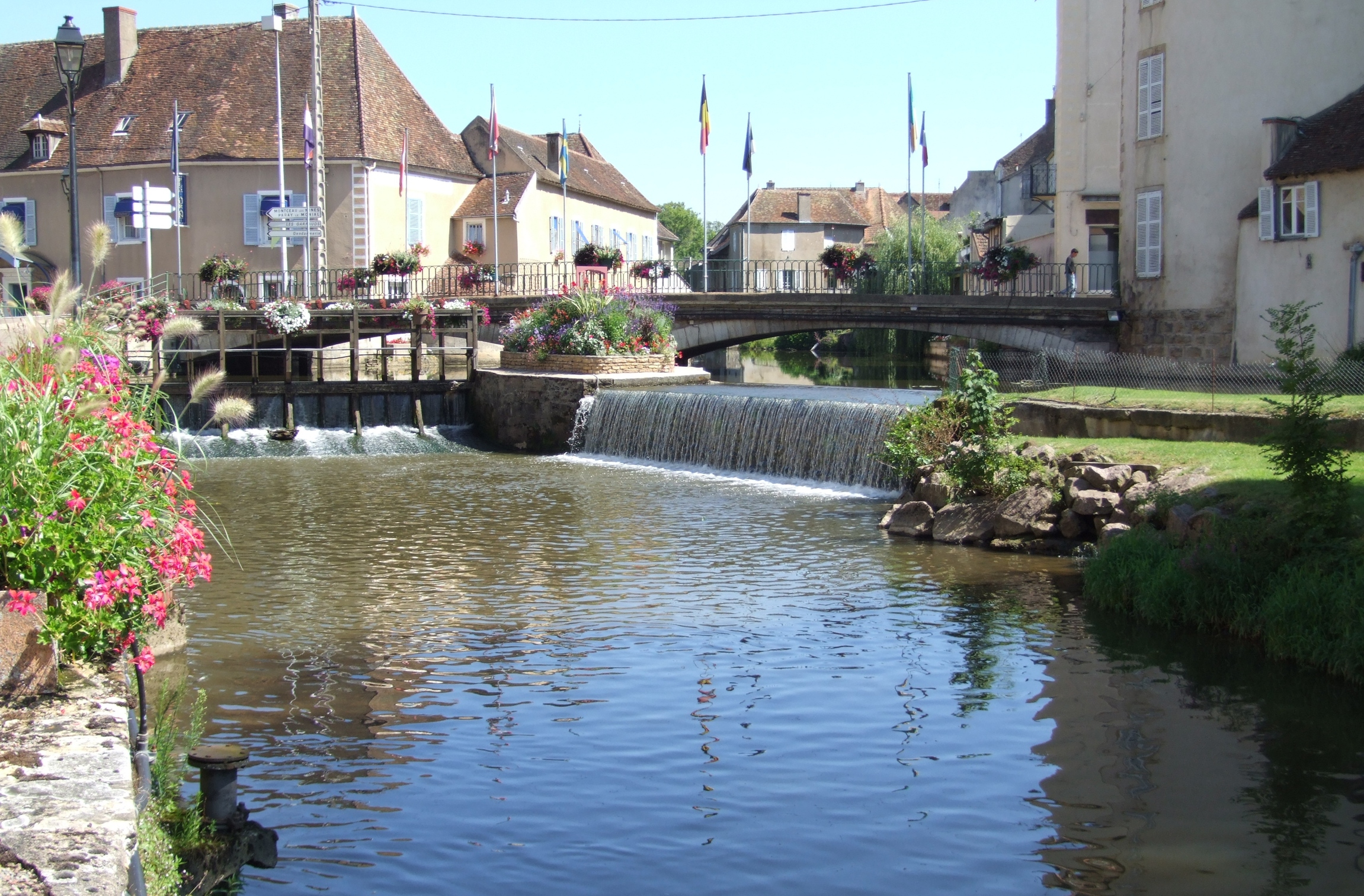
Die Arconce in Charolles mit der Einmündung der Semence

## Geographie
Charolles wird vom Fluss Arconce durchflossen und liegt an der Einmündung seines Nebenflusses Semence.
Die Stadt befindet sich 12 km östlich von Paray-le-Monial, 15 km südlich von Palinges, 50 km westlich von Mâcon und 20 km nördlich von La Clayette. Die nächste Metropole ist Lyon, etwa 100 km entfernt.

## Geschichte
Etymologisch kommt Charolais vom keltischen Kadrigel, Festung im Wasser. Charolles war die Hauptstadt der Grafschaft Charolais (oder Charollais), seit das Gebiet von der Grafschaft Chalon-sur-Saône abgetrennt wurde.

## Bevölkerungsentwicklung
| Jahr      | 1962 | 1968 | 1975 | 1982 | 1990 | 1999 | 2015 |
| --------- | ---- | ---- | ---- | ---- | ---- | ---- | ---- |
| Einwohner | 3204 | 3813 | 3858 | 3392 | 3048 | 3027 | 2759 |

## Sehenswürdigkeiten
- Burg Charolles, ehemalige Burg der Grafen von Charolais, von der nur noch einige Teile erhalten sind.
- Das Haus der Herren von La Magdeleine: Fassade (15. Jahrhundert)
- Die katholische Herz-Jesu-Kirche

## Persönlichkeiten
- Marc Antoine Baudot (1765–1837), Revolutionär
- Jean-François Bayard (1796–1853), Dramatiker
- Charles Demôle (1828–1908), Politiker
- Guillaume Des Autels (1529–≈1580), Dichter und Romanist
- Jean Hermil (1917–2006), Geistlicher
- Louis Jacolliot (1837–1890), Konsul, Autor und Indologe
- Karl der Kühne (1433–1477), Angehöriger der Dynastie Valois-Burgund
- Jean Rémond (1922–2009), Weihbischof der Mission de France
- Michel Roux Sr. OBE (1941–2020), Koch
- Marie-Antoinette Tonnelat (1912–1980), theoretische Physikerin